# John Kunkel Small
John Kunkel Small (Harrisburg, 31 de janeiro de 1869 — 20 de janeiro de 1938) foi um botânico norte-americano.